# Ермекбаев, Нурлан Байузакович
Нурлан Байузакович Ермекбаев (каз. Нұрлан Байұзақұлы Ермекбаев; род. 1 января 1963, Шымкент, Южно-Казахстанская область, Казахская ССР) — государственный деятель Республики Казахстан, Чрезвычайный и Полномочный Посол, кандидат политических наук. Министр обороны Республики Казахстан с 7 августа 2018 года по 31 августа 2021 года, генеральный секретарь Шанхайской организации сотрудничества с 1 января 2025 года, имеет воинское звание генерал-лейтенант. Владеет казахским, русским, китайским, английским языками.

## Биография
С 1980 по 1981 — учёба на факультете химического машиностроения Московского института химического машиностроения (машины и технология переработки полимеров в изделия и детали). В период обучения был старостой учебной группы.
Весной 1981 года был призван в Вооружённые Силы СССР и принят в Военный Краснознамённый институт МО СССР (Восточный факультет). В период обучения состоял в ВЛКСМ, занимая должность секретаря комсомольской организации курса, был принят в члены КПСС.
По отзывам однокурсников, будучи курсантом, проявлял склонности к организаторской работе, изучению тактики и основ оперативного искусства, иностранных языков и занятиям спортом.
В 1986 году с отличием окончил Военный Краснознамённый институт МО СССР (при начальнике Института генерал-полковнике Магомеде Танкаеве, б. комдив 10-7 и 106 дивизиями ВДВ, б. командующий Северной группой войск в Польше) получив специальность «офицер со знанием китайского и английского языков».
С 1984 по 1985 — служебная командировка в составе военной миссии СССР в Народной Республике Ангола.
С 1986 по 1991 — в Вооружённых силах Советского Союза проходил воинскую службу на офицерских должностях в Ошской области Киргизской ССР, Восточно-Казахстанской и Алматинской областях Казахской ССР.
С обретением Республикой Казахстан независимости с 1991 по 1996 год работал во внешнеэкономических организациях, в том числе за рубежом.
В 1996 году окончил Казахскую государственную архитектурно-строительную академию по специальности «Инженер-экономист» (заочно).
С 1996 до 2001 года на руководящей работе в бизнес-структурах, возглавлял представительство ОАО «Народный банк Казахстана» в Пекине.
С 2001 до 2004 года состоял на дипломатической службе в КНР, Сингапуре. Был первым руководителем Дипмиссии Республики Казахстан в Сингапуре.
В 2004—2007 годах руководил вновь созданным Центром внешней политики Администрации Президента РК, был советником Президента РК.
C 2007 до 2010 года являлся заместителем министра иностранных дел РК.
С 2010 до 2012 года — помощник Президента РК по международным вопросам.
В разные годы руководил деятельностью рабочей группы по разработке стратегических документов, в частности Концепции внешней политики, участвовал в разработке Стратегии национальной безопасности, Концепции строительства и развития Вооружённых Сил.
В период с 2012 по 2014 возглавлял Посольства Республики Казахстан в КНР, а также Вьетнаме, КНДР (по совместительству).
С 2014 по 2016 годы работал помощником Президента — Секретарём Совета безопасности Республики Казахстан.
По информации независимых наблюдателей при Нурлане Ермекбаеве проведена реорганизация Аппарата Совета безопасности и был создан Отдел обороны. Некоторые эксперты отмечают активную роль Н. Ермекбаева в создании Министерства оборонной и аэрокосмической промышленности, в некоторых публикациях его также называли автором идеи создания в Республике Казахстан компании «Самрук» по образцу сингапурского холдинга «Темасек».
В 2016 году — Президент Казахстана Нурсултан Назарбаев (после резонансных террористических актов в Актобе и Алматы) принял решение создать специальное Министерство по делам религий и гражданского общества, поручив возглавить новый участок работы своему помощнику — Секретарю Совета безопасности Нурлану Ермекбаеву.
С 2016 по 2018 годы, за время пребывания Н. Ермекбаева в должности министра по делам религий и гражданского общества, реализован ряд инициатив: Президентом РК утверждена Концепция государственной политики в религиозной сфере; в Парламент направлен проект Закона о религиозной деятельности. В начале 2018 года инициировано переименование Министерства по делам религий и гражданского общества в Министерство общественного развития[5].
В апреле 2018 года в период вновь назначен на должность помощника Президента — Секретаря Совета безопасности, в которой состоял до августа 2018 года.
7 августа 2018 года назначен Министром обороны Республики Казахстан.
В 2019 году окончил курсы повышения квалификации по программе «Военное искусство» при факультете академии Генерального штаба Национального университета обороны имени Первого Президента Республики Казахстан — Елбасы.
18 марта 2019 года с учётом предыдущего опыта военной службы Указом Президента Республики Казахстан присвоено воинское звание генерал-майор.
6 мая 2020 года Указом Президента Республики Казахстан присвоено воинское звание генерал-лейтенант.
По информации из открытых источников, под руководством Н. Ермекбаева Министерством обороны начаты новые проекты развития и разработан ряд стратегических документов военного планирования, впоследствии утвержденных Президентом. Это такие документы как Концепция развития Вооружённых Сил, Национальный проект «Безопасная страна.
Некоторые военные аналитики связывают работу Н. Ермекбаева на посту министра обороны с акцентом на усиление военной разведки, Сил специальных операций (ССО), инициированием новой модели службы в резерве.
Также на период его руководства оборонным ведомством пришлось решение о закупе турецких боевых дронов  Anka, большегрузных транспортных самолётов   A-400 компании «Эйрбас» и российских зенитно-ракетных комплексов «Бук».
При нём во время пандемии COVID-19, в Казахстане, по мнению некоторых экспертов, в борьбе с пандемией чрезмерно широко и интенсивно применялась армия вместо сил гражданской защиты.

### Отставка
31 августа 2021 года Ермекбаев освобождён от должности министра обороны Республики Казахстан на основании поданного рапорта с прошением об отставке после пожара и взрывов на складе боеприпасов Жамбылской области Казахстана, указом президента пост занял Мурат Бектанов.
Позднее Н. Ермекбаев объяснил, что к отставке его подтолкнуло понятие чести офицера и генерала, что добровольная отставка означает признание политической ответственности, а настоящих виновников пусть определят следствие и суд.
Следствие по данному происшествию длилось более двух лет. В октябре 2023 года Военный Суд вынес решение о том, что пожар и последовавшие за ним взрывы стали результатом умышленного поджога, совершенного двумя военнослужащими с целью личной мести своему начальнику – командиру воинской части.
Указанные военнослужащие приговорены к длительным срокам лишения свободы. Различные меры уголовного наказания были также применены к офицерам данной воинской части.
В январе 2023 года назначен заместителем Генерального секретаря Шанхайской организации сотрудничества (ШОС), а в январе 2025 года — генеральным секретарём этой организации.
Кандидат политических наук, автор нескольких десятков статей, соавтор книги «Казахстан и страны мира».
Почетный профессор Национального Университета обороны Казахстана.
Имеет дипломатический ранг — Чрезвычайный и Полномочный Посол РК.

## Хобби
Спорт (рукопашный бой, выполнил норматив кандидата в мастера спорта в 1988 г.).
В декабре 2021 года переизбран Председателем Всеказахстанской Ассоциации рукопашного боя, которым являлся с августа 2018 года.
Читает лекции студентам, слушателям и преподавателям высших учебных заведений. Будучи Министром обороны, в 2019 году организовал съемку художественного фильма "Время патриотов", посвященного Вооруженным Силам Казахстана.

## Награды
- Орден «Курмет»
- Орден «Парасат»
- Медаль «Участнику локальных конфликтов. Ангола»
- Медаль «За труд на благо области» («Облысқа сіңірген еңбек үшін», распоряжением акима ЮКО № 1-267 от 29.10.2012 г.)
- Медаль «За вклад в развитие оборонной и аэрокосмической промышленности»
- Медаль «70 лет Вооруженных сил СССР»
- Медаль «За оказание интернациональной помощи Анголе»
- Нагрудный знак «Благодарность Президента Республики Казахстан»
- Нагрудный знак «Союз ветеранов Анголы»
- ряд других юбилейных медалей и нагрудных знаков
- Памятная медаль  «За образцовое исполнение служебных обязанностей в период Чрезвычайной ситуации»
- Ведомственная медаль «Ел корганы»
- Грамота Содружества Независимых Государств (3 сентября 2011 года) — за активную работу по укреплению и развитию Содружества Независимых Государств[18]